# Sideritis eriocephala
Sideritis eriocephala là một loài thực vật có hoa trong họ Hoa môi. Loài này được Marrero Rodr. ex Negrín & P.Pérez miêu tả khoa học đầu tiên năm 1988.